# Alta Idrettsforening 2011
Questa voce raccoglie le informazioni riguardanti l'Alta Idrettsforening nelle competizioni ufficiali della stagione 2011.

## Stagione
L'Alta chiuse la stagione all'11º posto in classifica, mentre l'avventura nella Coppa di Norvegia 2011 terminò ai quarti di finale, con l'eliminazione per mano dello Start. Petter Tiller Larsen fu il calciatore più utilizzato in stagione, con le sue 34 presenze (29 in campionato e 5 nella coppa nazionale), mentre Vegard Braaten fu il miglior marcatore con le sue 19 reti (18 in campionato, una in coppa).

## Maglie e sponsor
Lo sponsor tecnico per la stagione 2011 fu Diadora, mentre lo sponsor ufficiale fu Sparebank 1. La divisa casalinga era composta da una maglietta gialla con strisce blu, pantaloncini e calzettoni blu. Quella da trasferta era invece completamente blu.
| Casa | Trasferta |

## Rosa
| N. |                                 | Ruolo | Calciatore           |
| -- | ------------------------------- | ----- | -------------------- |
| 1  | Svezia (bandiera)               | P     | Samuel Dirscher      |
| 2  | Norvegia (bandiera)             | D     | Børge Josefsen       |
| 4  | Macedonia del Nord (bandiera)   | D     | Aleksandar Vasilev   |
| 5  | Norvegia (bandiera)             | D     | Thomas Braaten       |
| 6  | Svezia (bandiera)               | D     | Jacob Nilsson        |
| 7  | Norvegia (bandiera)             | D     | Martin Overvik       |
| 8  | Norvegia (bandiera)             | D     | Jan Egil Brekke      |
| 9  | Norvegia (bandiera)             | A     | Vegard Braaten       |
| 10 | Norvegia (bandiera)             | C     | Petter Tiller Larsen |
| 11 | Norvegia (bandiera)             | D     | Eirik Erlandsen      |
| 12 | Svezia (bandiera)               | D     | Mika Niskala         |
| 13 | Bosnia ed Erzegovina (bandiera) | P     | Faris Efendić        |
| 14 | Norvegia (bandiera)             | C     | Christian Gauseth    |
| 15 | Norvegia (bandiera)             | C     | Dag Balto            |

| N. |                     | Ruolo | Calciatore              |
| -- | ------------------- | ----- | ----------------------- |
| 16 | Norvegia (bandiera) | C     | Mihku Måsø              |
| 17 | Norvegia (bandiera) | C     | Håvard Nome             |
| 18 | Norvegia (bandiera) | C     | Markus Rolandsen        |
| 21 | Norvegia (bandiera) | A     | Magnus Nikolaisen       |
| 22 | Norvegia (bandiera) | P     | Karl Eide               |
| 23 | Norvegia (bandiera) | C     | Christian Reginiussen   |
| 24 | Senegal (bandiera)  | A     | El Hadj Sega Ngom       |
| 25 | Norvegia (bandiera) | A     | Trond Fredrik Ludvigsen |
| 42 | Norvegia (bandiera) | D     | Vebjørn Slettli         |
| 44 | Norvegia (bandiera) | A     | Eirik Holm              |
| 47 | Norvegia (bandiera) | C     | Even Sjøgren            |
| 48 | Norvegia (bandiera) | D     | Joakim Medlie           |
| 48 | Norvegia (bandiera) | C     | Håkon Berg              |

## Calciomercato

### Sessione invernale(dal 01/01 al 31/03)
| Acquisti | Acquisti          | Acquisti      | Acquisti   |
| R.       | Nome              | da            | Modalità   |
| -------- | ----------------- | ------------- | ---------- |
| D        | Eirik Erlandsen   | Tromsdalen    | definitivo |
| D        | Mika Niskala      | IFK Mariehamn | definitivo |
| A        | Vegard Braaten    | Lokeren       | prestito   |
| A        | Magnus Nikolaisen | Harstad       | definitivo |

| Cessioni | Cessioni          | Cessioni   | Cessioni   |
| R.       | Nome              | a          | Modalità   |
| -------- | ----------------- | ---------- | ---------- |
| D        | Thomas Andersen   | svincolato |            |
| D        | Jay Lee Harris    | svincolato |            |
| C        | Magnus Andersen   | Tromsø     | definitivo |
| C        | Aziz Idris        | svincolato |            |
| A        | Alassane Diomandé | svincolato |            |
| A        | Martin Norbye     | Bryne      | definitivo |
| A        | Aldin Softić      | svincolato |            |

### Sessione estiva(dal 01/08 al 31/08)
| Acquisti | Acquisti                | Acquisti   | Acquisti   |
| R.       | Nome                    | da         | Modalità   |
| -------- | ----------------------- | ---------- | ---------- |
| A        | Trond Fredrik Ludvigsen | Bodø/Glimt | definitivo |

| Cessioni | Cessioni          | Cessioni | Cessioni |
| R.       | Nome              | a        | Modalità |
| -------- | ----------------- | -------- | -------- |
| A        | El Hadj Sega Ngom | Tromsø   | prestito |

## Risultati

### 1. divisjon

#### Girone di andata
| Arbitro: | Rafiq |

|                         |           |                               |
| Mendy 38’ Duraković 55’ | Marcatori | 76’ V. Braaten 90’ T. Braaten |

| Arbitro: | Lundby |

|                           |           |            |
| V. Braaten 15’ Brekke 60’ | Marcatori | 85’ Gerson |

| Arbitro: | Ahlsen |

|                              |           |                       |
| Dokken 41’, 66’ Diomande 63’ | Marcatori | 13’ (rig.) V. Braaten |

| Arbitro: | Nilsen |

|                                      |           |            |
| V. Braaten 30’, 45’, 66’, 90’ (rig.) | Marcatori | 60’ Håland |

| Arbitro: | Hakestad |

|           |           |                            |
| Okoli 62’ | Marcatori | 21’, 42’ (rig.) V. Braaten |

| Arbitro: | Borgersen (Oslo) |

|                            |           |                   |
| Larsen 60’ Reginiussen 88’ | Marcatori | 27’, 67’ Diomande |

| Arbitro: | Gya |

|              |           |  |
| Krogstad 80’ | Marcatori |  |

| Arbitro: | Hansen |

|                 |           |                                                |
| Reginiussen 30’ | Marcatori | 4’ Rise 9’, 59’ Lehne Olsen 12’, 73’ Gundersen |

| Arbitro: | Ahlsen |

|              |           |                                     |
| Storesund 9’ | Marcatori | 11’ (rig.) V. Braaten 17’ Sega Ngom |

| Arbitro: | Hansen |

|                                         |           |                                                             |
| Sega Ngom 22’ Larsen 62’ Nikolaisen 73’ | Marcatori | 19’ Ingebrigtsen 61’ Tømmernes 86’ Rasch 90’ (aut.) Nilsson |

| Arbitro: | Toppe |

|                  |           |                   |
| Risholt 24’, 51’ | Marcatori | 9’, 85’ Sega Ngom |

| Arbitro: | Steen |

|                                        |           |                       |
| Nikolaisen 5’ Larsen 44’ Erlandsen 81’ | Marcatori | 51’, 61’, 66’ Khalili |

| Arbitro: | Lundby |

|                         |           |  |
| Bolseth 52’ Hanssen 81’ | Marcatori |  |

| Arbitro: | Toppe |

|             |           |          |
| Gauseth 56’ | Marcatori | 84’ Moen |

| Arbitro: | Ahlsen |

|                                    |           |                 |
| Larsen 18’, 38’, 86’ Sega Ngom 84’ | Marcatori | 30’ Ingebretsen |

#### Girone di ritorno
| Arbitro: | Hansen (Feda) |

|           |           |             |
| Solum 54’ | Marcatori | 63’ Gauseth |

| Arbitro: | Hansen |

|  |           |                           |
|  | Marcatori | 32’ Þorsteinsson 90’ Kanu |

| Arbitro: | Gya |

|               |           |                                             |
| Tømmernes 77’ | Marcatori | 1’ Rolandsen 64’, 86’ V. Braaten 90’ Brekke |

| Arbitro: | Kjensli (Oslo) |

|                       |           |               |
| V. Braaten 54’ (rig.) | Marcatori | 15’, 80’ Brix |

| Arbitro: | Tennøy |

|                           |           |  |
| Kirkevold 65’ (rig.), 67’ | Marcatori |  |

| Arbitro: | Borgersen |

|          |           |                                                 |
| Nome 52’ | Marcatori | 18’ Beugre 22’ Mendy 28’ Sigurðsson 41’ Bolseth |

| Arbitro: | Hakestad |

|                       |           |  |
| Rnkovic 24’, 43’, 83’ | Marcatori |  |

| Arbitro: | Døvle (Larvik) |

|                            |           |  |
| V. Braaten 51’ (rig.), 69’ | Marcatori |  |

| Arbitro: | Gya |

|                                  |           |  |
| Karlsen 4’ (rig.) Ahmed 10’, 48’ | Marcatori |  |

| Arbitro: | Hansen |

|                           |           |  |
| Brekke 42’ V. Braaten 57’ | Marcatori |  |

| Bodø 2 ottobre 2011, ore 18:00 26ª giornata | Bodø/Glimt       | 0 – 0 referto | Alta | Aspmyra Stadion (2.231 spett.)\| Arbitro: \| Borgersen (Oslo) \| |
| Arbitro:                                    | Borgersen (Oslo) |               |      |                                                                  |

| Arbitro: | Lundby |

|                          |           |                           |
| Andersen 44’ Norberg 63’ | Marcatori | 23’ Nikolaisen 80’ Larsen |

| Arbitro: | Ahlsen |

|                       |           |  |
| V. Braaten 63’ (rig.) | Marcatori |  |

| Arbitro: | Toppe |

|          |           |                                |
| Moen 73’ | Marcatori | 87’ Reginiussen 90’ V. Braaten |

| Alta 30 ottobre 2011, ore 13:00 30ª giornata | Alta   | 0 – 0 referto | Bryne | Finnmarkshallen (683 spett.)\| Arbitro: \| Hansen \| |
| Arbitro:                                     | Hansen |               |       |                                                      |

### Coppa di Norvegia
| Arbitro: | Øyås |

|  |           |                           |
|  | Marcatori | 14’ Brekke 33’ Nikolaisen |

| Arbitro: | Ludvigsen |

|                                           |           |  |
| Reginiussen 67’ V. Braaten 74’ Brekke 90’ | Marcatori |  |

| Arbitro: | Kjensli (Oslo) |

|                               |                      |                                                |
| Stene Krogstad Aas Voll Sørli | Tiri di rigore 4 – 5 | Reginiussen V. Braaten Nome T. Braaten Gauseth |

| Arbitro: | Helgerud (Lier) |

|             |           |  |
| Vasilev 27’ | Marcatori |  |

| Arbitro: | Hafsås (Trondheim) |

|              |           |  |
| Mathisen 70’ | Marcatori |  |

## Statistiche

### Statistiche di squadra
| Competizione      | Punti | In casa | In casa | In casa | In casa | In casa | In casa | In trasferta | In trasferta | In trasferta | In trasferta | In trasferta | In trasferta | Totale | Totale | Totale | Totale | Totale | Totale | DR |
| Competizione      | Punti | G       | V       | N       | P       | Gf      | Gs      | G            | V            | N            | P            | Gf           | Gs           | G      | V      | N      | P      | Gf     | Gs     | DR |
| ----------------- | ----- | ------- | ------- | ------- | ------- | ------- | ------- | ------------ | ------------ | ------------ | ------------ | ------------ | ------------ | ------ | ------ | ------ | ------ | ------ | ------ | -- |
| 1. divisjon       | 39    | 15      | 6       | 4       | 5       | 27      | 26      | 15           | 4            | 5            | 6            | 18           | 25           | 30     | 10     | 9      | 11     | 45     | 51     | -6 |
| Coppa di Norvegia | -     | 2       | 2       | 0       | 0       | 4       | 0       | 3            | 1            | 1            | 1            | 2            | 1            | 5      | 3      | 1      | 1      | 6      | 1      | +5 |
| Totale            | -     | 17      | 8       | 4       | 5       | 31      | 26      | 18           | 5            | 6            | 7            | 20           | 26           | 35     | 13     | 10     | 12     | 51     | 52     | -1 |

### Statistiche dei giocatori
| Giocatore     | 1. divisjon | 1. divisjon | 1. divisjon | 1. divisjon | Coppa di Norvegia | Coppa di Norvegia | Coppa di Norvegia | Coppa di Norvegia | Totale   | Totale | Totale      | Totale     |
| Giocatore     | Presenze    | Reti        | Ammonizioni | Espulsioni  | Presenze          | Reti              | Ammonizioni       | Espulsioni        | Presenze | Reti   | Ammonizioni | Espulsioni |
| ------------- | ----------- | ----------- | ----------- | ----------- | ----------------- | ----------------- | ----------------- | ----------------- | -------- | ------ | ----------- | ---------- |
| D. Balto      | 10          | 0           | 1           | 0           | 1                 | 0                 | 0                 | 0                 | 11       | 0      | 1           | 0          |
| H. Berg       | 0           | 0           | 0           | 0           | 0                 | 0                 | 0                 | 0                 | 0        | 0      | 0           | 0          |
| T. Braaten    | 25          | 1           | 0           | 0           | 4                 | 0                 | 0                 | 0                 | 29       | 1      | 0           | 0          |
| V. Braaten    | 28          | 18          | 2           | 0           | 5                 | 1                 | 1                 | 0                 | 33       | 19     | 3           | 0          |
| J. Brekke     | 20          | 3           | 0           | 0           | 3                 | 2                 | 0                 | 0                 | 23       | 5      | 0           | 0          |
| S. Dirscher   | 6           | 0           | 1           | 0           | 1                 | 0                 | 0                 | 0                 | 7        | 0      | 1           | 0          |
| F. Efendić    | 25          | 0           | 0           | 0           | 4                 | 0                 | 0                 | 0                 | 29       | 0      | 0           | 0          |
| K. Eide       | 0           | 0           | 0           | 0           | 0                 | 0                 | 0                 | 0                 | 0        | 0      | 0           | 0          |
| E. Erlandsen  | 29          | 1           | 3           | 0           | 4                 | 0                 | 0                 | 0                 | 33       | 1      | 3           | 0          |
| C. Gauseth    | 27          | 2           | 3           | 0           | 4                 | 0                 | 3                 | 0                 | 31       | 2      | 6           | 0          |
| E. Holm       | 0           | 0           | 0           | 0           | 0                 | 0                 | 0                 | 0                 | 0        | 0      | 0           | 0          |
| B. Josefsen   | 1           | 0           | 0           | 0           | 0                 | 0                 | 0                 | 0                 | 1        | 0      | 0           | 0          |
| P. Larsen     | 29          | 7           | 2           | 1           | 5                 | 0                 | 1                 | 0                 | 34       | 7      | 3           | 1          |
| T. Ludvigsen  | 10          | 0           | 1           | 0           | 1                 | 0                 | 0                 | 0                 | 11       | 0      | 1           | 0          |
| M. Måsø       | 4           | 0           | 0           | 0           | 0                 | 0                 | 0                 | 0                 | 4        | 0      | 0           | 0          |
| J. Medlie     | 0           | 0           | 0           | 0           | 0                 | 0                 | 0                 | 0                 | 0        | 0      | 0           | 0          |
| M. Nikolaisen | 28          | 3           | 1           | 0           | 5                 | 1                 | 0                 | 0                 | 33       | 4      | 1           | 0          |
| J. Nilsson    | 24          | 0           | 4           | 0           | 4                 | 0                 | 0                 | 0                 | 28       | 0      | 4           | 0          |
| M. Niskala    | 21          | 0           | 5           | 0           | 4                 | 0                 | 1                 | 0                 | 25       | 0      | 6           | 0          |
| H. Nome       | 26          | 1           | 1           | 0           | 5                 | 0                 | 0                 | 0                 | 31       | 1      | 1           | 0          |
| M. Overvik    | 9           | 0           | 1           | 0           | 2                 | 0                 | 0                 | 0                 | 11       | 0      | 1           | 0          |
| M. Rolandsen  | 27          | 1           | 1           | 0           | 4                 | 0                 | 0                 | 0                 | 31       | 1      | 1           | 0          |
| E. Sega Ngom  | 16          | 5           | 2           | 0           | 3                 | 0                 | 0                 | 0                 | 19       | 5      | 2           | 0          |
| E. Sjøgren    | 0           | 0           | 0           | 0           | 0                 | 0                 | 0                 | 0                 | 0        | 0      | 0           | 0          |
| V. Slettli    | 0           | 0           | 0           | 0           | 0                 | 0                 | 0                 | 0                 | 0        | 0      | 0           | 0          |
| A. Vasilev    | 19          | 0           | 5           | 1           | 4                 | 1                 | 0                 | 0                 | 23       | 1      | 5           | 1          |